# Ferdinand-François Châtel
Ferdinand-François Châtel (Gannat, 5 gennaio 1795 – Parigi, 13 febbraio 1857) è stato un prete cattolico francese, poi riformatore religioso, simpatizzante socialista e fondatore, in opposizione con la Chiesa di Roma, della «Chiesa cattolica francese».

## Biografia
Ferdinand-François nacque da François (1730-1825) e Marie Monnier (1747-1835), in una povera famiglia di contadini, cattolici così devoti e legati alla tradizione da far battezzare il loro figliolo da un prete che non aveva giurato fedeltà alla Repubblica nata dalla Rivoluzione, sembrando loro più affidabile dei preti «costituzionali», che sembravano aver volto le spalle alla Chiesa romana che guardava con orrore agli avvenimenti francesi di quegli anni. Era il loro terzo figlio ma rimase presto l'unico, per la morte in tenera età degli altri due.
Mostrò presto una vivace intelligenza e un interesse particolare per le cose della religione: nel suo piccolo paese, svolgeva volentieri le funzioni di chierichetto durante le messe, né ad altro avrebbe potuto indirizzarsi, a causa delle precarie condizioni della famiglia, che lo mandarono ancora bambino da uno zio ad imparare il mestiere di sarto. Tuttavia il parroco, l'abate Chantegrel, prese a cuore il caso di quel bambino che sembrava mostrare una precoce vocazione per la vita religiosa e, assumendosi l'onere delle spese, con il consenso della famiglia lo mandò a studiare nel «piccolo seminario» di Montferrand. Qui si fece onore, recuperando in fretta il ritardo degli studi ai quali non aveva potuto attendere, così da essere ammesso alle classi superiori - il «grande seminario» - con la meravigliata ammirazione dei suoi professori per la sua pronta intelligenza e il bagaglio culturale accumulato dal giovane seminarista, potendo solo manifestare, semmai, qualche riserva per una sua certa scarsa propensione a quelle manifestazioni di umiltà e di pronta sottomissione che ci si attenderebbero da un futuro sacerdote.

### L'ordinazione sacerdotale
Fu ordinato sacerdote nel 1818, e fu nominato vicario della cattedrale di Moulins, mostrando subito sorprendenti doti di eloquenza nelle prediche, condotte con tale spigliatezza da riscuotere un compiaciuto successo nei parrocchiani che con tanta maggior premura mostrarono di non volersi perdere quelle che erano insieme istruzioni di devozione e lezioni di stile. La sua fama raggiunse anche il colonnello degli Ussari di stanza a Moulins il quale, quando la gerarchia ecclesiastica - che non vede spesso di buon occhio i successi del pulpito che possono apparire successi di mondanità - lo trasferì nel sonnolento paese di Monétay-sur-Loire, ottenne per lui la nomina a cappellano del 23º reggimento di fanteria, che fece la campagna di Spagna nel 1823, per passare al 2º reggimento dei Granatieri a cavallo, di stanza a Versailles in qualità di Guardia reale. Ora poteva riprendere a predicare e, regnante ancora il reazionario e clericale Carlo X, in una domenica del 1830, nella chiesa parigina dell'Assunzione, presente lo stesso arcivescovo, nel suo sermone si lanciò in una sorprendente e appassionata apologia della libertà in generale e di quella religiosa in particolare.
In maggio, apparvero sul giornale «Le Réformateur, Écho de la Religion et du Siècle» due suoi articoli in favore della tolleranza e contro l'oltremontanismo, la dipendenza del clero francese dalle direttive del vescovo di Roma. Colpito da «interdetto» dal vescovo di Versailles Étienne-Jean-François Borderies, non si lasciò intimidire, e aprì nel suo domicilio al numero 18 di rue des Sept-Voies, a Parigi, una cappella insieme con pochi altri sacerdoti che condividevano le sue posizioni e fu consacrato vescovo primate sia dal vescovo di Autun, monsignor Poulard, che dal vecchio vescovo «costituzionalista» Bernard Raymond Fabré-Palaprat, fondatore di un nuovo Ordine dei Templari e della «Chiesa Giovannita», dissidente con Roma.

### La fondazione della «Chiesa cattolica francese»
Intanto, la Rivoluzione del 1830 che costrinse Carlo X all'esilio, autorizzò la libertà di stampa e abolì la censura, mentre la religione cattolica romana non era più proclamata religione di Stato: la nuova Costituzione di Luigi Filippo affermava che «ciascuno professa la propria religione». Così, il 15 gennaio 1831 poté legittimamente nascere la nuova «Chiesa Cattolica Francese».
Il successo della Rivoluzione contribuì a portare adesioni alla nuova Chiesa, per reazione al comportamento del clero cattolico che si era schierato compatto con il vecchio regime, tanto che l'abbé Chatel - così sarà ormai prevalentemente chiamato - dovette aprire nuovi luoghi di culto a Parigi, in rue Saint-Honoré, in rue de la Sourdière, in rue de Cléry e in rue du Faubourg Saint Martin. Il movimento riformatore si sviluppò presto anche nel resto della Francia: a Clichy con l'abbé Auzou, a Pouillé, in Vandea, con l'abbé Guicheteau, e ancora a Nantes, a Rennes, a Rouen, a Houdan, a Foix, a Montrouge, a Bruxelles e ancora altrove. A Lèves l'adesione della popolazione fu massiccia e portò a disordini, con il saccheggio del vescovado.
Nel giornale «Le Réformateur» esalta il popolo come «forza viva di ogni paese che tuttavia non ha quasi posto nella società: calpestato, ingannato e sfruttato, ha finalmente preso coscienza della sua forza ma il suo riscatto non è ancora compiuto; alzi la voce e tutto farà silenzio davanti ad esso, perché la voce del popolo è la voce di Dio»; ne «L'Écho de la fabrique», il 7 ottobre 1832, attacca la presunta infallibilità del papa e dei concili, «proclamare l'infallibilità di un uomo è un insulto a Dio e dove regna un potere che si crede infallibile non può esserci libertà religiosa». Si dichiara contrario al celibato obbligatorio, sconosciuto nella chiesa cristiana primitiva - egli stesso si sposerà qualche anno dopo - alla scomunica, al digiuno, alle dispense matrimoniali, che devono essere riservate alle norme del diritto civile. È favorevole ad accordare sepolture religiose a tutti, senza meschine distinzioni, e i riti non devono essere celebrati in latino, che il popolo non comprende.
Presto si presentarono i problemi delle spese che esigevano un'organizzazione, per quanto modesta - gli affitti dei locali adibiti al culto, gli arredi, la stampa - dal momento che i contributi volontari dei fedeli erano scarsi e la nuova Chiesa, diversamente dalla Cattolica romana, non stabiliva alcuna tariffa per i sacramenti del battesimo e del matrimonio, oltre che per le cerimonie funebri. Così, malgrado il numero crescente di fedeli, testimoniato dai riti celebrati dalla nuova Chiesa - nel 1832, circa 200 funerali, 225 battesimi e 250 matrimoni - nel 1833 i mobili della chiesa parigina di rue Faubourg Saint-Martin furono fatti sequestrare dai creditori.

### La «persecuzione»
Oltre alla Chiesa romana, lo stesso governo non vedeva di buon occhio il nuovo movimento religioso che avrebbe potuto creare delle tensioni, sia all'interno del paese, che nelle relazioni con lo Stato pontificio. Durante un corso di lezioni popolari tenute al Faubourg Saint-Martin, nel 1842, venne denunciato il pericolo che le autorità sopprimessero la libertà del loro culto e i partecipanti giurarono di difendere a ogni costo i loro diritti. La reazione del governo non si fece attendere: la Chiesa Francese fu proibita e i locali chiusi. Il pretesto all'iniziativa fu ottenuto applicando una legge del tempo della Rivoluzione, promulgata il 18 germinale dell'anno II (7 aprile 1793), per la quale non si poteva aprire un luogo di nuovo culto e di tenervi riunioni senza permesso governativo. Naturalmente, le richieste di permesso e il ricorso contro l'applicazione di quella legge, che appariva in contrasto con la garanzia costituzionale della libertà di culto, furono sempre respinte.
Châtel proseguì la sua protesta dalle colonne del suo giornale «Le Réformateur Religieux. Echo de l'Eglise Française», che serviva altresì a mantenere i collegamenti tra i fedeli, e continuando a celebrare il culto nella propria casa, finché la polizia non fece irruzione nel suo stesso appartamento, proibendovi le riunioni e sequestrando il giornale. Condannato in tribunale a un mese di reclusione e multato, Châtel decise di abbandonare la Francia per il Belgio, stabilendosi a Mons.
Ritornò a Parigi pochi anni prima della Rivoluzione del 1848, che lo vide in prima fila, tra la folla che, il 15 maggio, invase l'Assemblea Nazionale. Poté riaprire la sua chiesa e tenere conferenze nella quale si batté a favore dei princìpi democratici, del divorzio e dell'emancipazione delle donne, schierandosi a fianco di Eugénie Niboyet, il cui club femminista era stato chiuso dal governo conservatore, in carica dopo la repressione del movimento operaio parigino. Processato per appartenenza a «società sogreta e complotto rivoluzionario», fu assolto ma la sua chiesa fu definitivamente soppressa nel 1849.
Non cessò per questo di battersi per le sue idee: l'11 marzo 1850 tenne un discorso in un club per il quale fu denunciato e processato con l'accusa di «oltraggio alla morale pubblica e religiosa»: l'oltraggio sarebbe consistito nell'aver contestato la comune concezione cristiana di repressione delle necessità materiali, in quanto «la carne non deve essere soffocata, essa deve avere un legittimo sviluppo quanto lo spirito e forse anche di più», e nell'aver rivendicato che Dio stesso voleva il benessere materiale per i suoi figli, la cui felicità «risulta dalla vita materiale, che premia e domina la vita intellettuale». Condannato a due anni di reclusione, la pena gli fu ridotta in appello a un anno di reclusione e 500 franchi di ammenda.
Uscì dal carcere senza poter sperare di rinnovare le sue lotte: il regime reazionario e clericale di Napoleone III non gli avrebbe concesso alcuna opportunità. Visse gli ultimi anni in estrema povertà con la moglie, dando lezioni private. È sepolto nel cimitero di Clichy.

## Scritti
- A l'occasion de l'ouverture de la Nouvelle Église Française, 1831
- Profession de foi de l'Église Catholique Française, 1831
- Catéchisme à l'usase de l'Église Catholique Française, 1833
- Nouvel Eucologe à l'usage del l'Église Catholique Française, 1834
- Sur les dangers de l'indifférence religieuse, 1836
- Sur le Déisme, Sur la nécessité d'une religion, De la loi naturelle, De la vocation de la femme, 1837
- Code de l'Humanité, 1838
- Sue l'éducation du jour, Sur l'éducation antisociale des ésaminaires et des frères Ignorantins, 1838
- Contre le célibat des prêtres, 1839
- Sur le cult des grands hommes, Éloge de Napoléon, Sur l'immortalitè, Des ensignements des hommes et des enseignements de Dieu, Sur l'Apostasie, 1841
- Sur la Cène fraternelle, Sur la Charité, Sur la loi du Culte, 1848